# Giuseppe Puglisi
Blahoslavený Giuseppe Puglisi (též Pino Puglisi; 15. září 1937 Brancaccio – 15. září 1993 tamtéž) byl italský katolický kněz a odpůrce mafie, od roku 1993 farář v nechvalně známé palermské čtvrti Brancaccio. Mafie ho několikrát ztýrala a nakonec zavraždila. V roce 2013 byl blahořečen papežem Františkem.

## Život
Vedl rozsáhlé sociální projekty zaměřené na mládež, aby ji odvedl od nástupu na cesty zločinu, a velice ostře napadal ve svých kázáních mafii a tradiční mafiánské struktury společnosti. Jeho činnost způsobila mafii v Palermu takové potíže, že se Giuseppe Graviano, mafiánský šéf vládnoucí Brancacciu, rozhodl nerespektovat obvyklou nedotknutelnost kněží a když nepomohlo ani surové zmlácení, nechal Puglisiho zavraždit. Jde o jeden z hlavních zločinů, které soud v roce 1999 Gravianimu prokázal a které mu vynesly doživotní vězení.
Jeho život se stal předmětem několika knižních ztvárnění a filmu Alla luce del sole (česky Za bílého dne), v němž jej zahrál Luca Zingaretti.